# Хрематистика
Хремати́стика (др.-греч. χρηματιστική «обогащение» от χρήματα «деньги») — термин, которым Аристотель обозначал науку об обогащении, искусство накапливать деньги и имущество, накопление богатства как самоцель, как сверхзадача, как поклонение прибыли.
Аристотель противопоставлял хрематистику — экономике как целенаправленной деятельности по созданию благ, необходимых для естественных потребностей человека. При этом роль экономики Аристотель видел в удовлетворении насущных потребностей и в создании средств, необходимых для поддержания хозяйства. Деньги при этом служат исключительно для обеспечения удобства обмена. Хрематистика же — деятельность для получения прибыли и накопления денег: например, ростовщичество, спекулятивная торговля. Деньги выступают в качестве богатства и цели, теряя своё предназначение средства обмена. К хрематистике Аристотель относился отрицательно.

Так как хрематистика расположена рядом с экономикой, люди принимают её за саму экономику; но она не экономика. Потому что хрематистика не следует природе, а направлена на эксплуатирование. На неё работает ростовщичество, которое по понятным причинам ненавидится, так как оно черпает свою прибыль из самих денег, а не из вещей, к распространению которых были введены деньги. Деньги должны были облегчить торговлю, но ростовщический процент увеличивает сами деньги. Поэтому этот вид обогащения самый извращённый.— Аристотель. «Политика»
Аристотель также полагал, что из-за хрематистики у людей появилось представление о безграничном имуществе и богатстве, однако он же предупреждал, что скатывание в хрематистику губительно.
Современные экономические школы не выделяют хрематистику в отдельную «науку», а рассматривают отдельные экономические категории «капитал», «прибыль», «рента» в рамках общей «экономической теории».
Термин хрематистика употреблялся для обозначения капитализма в работе «Капитал» Карла Маркса. В этом же значении понятие хрематистики применяется у Арно Петерса в его теории эквивалентной экономики и у Хайнца Дитериха в его концепте «Социализма 21 века». Есть примеры использования термина в публицистике.